# Kévin Olimpa
Kévin Jacques Olimpa (ur. 10 marca 1988 w Paryżu) – martynikański piłkarz występujący na pozycji bramkarza.

## Kariera klubowa
Olimpa rozpoczynał karierę w sezonie 2005/2006 w czwartoligowych rezerwach Girondins Bordeaux. W barwach jego pierwszej drużyny, w Ligue 1 zadebiutował 8 listopada 2008 w wygranym 2:0 meczu z AJ Auxerre, gdy w 44. minucie zmienił Matthieu Valverde. W sezonie 2008/2009 zdobył z klubem mistrzostwo Francji. Cały następny sezon spędził na wypożyczeniu w drugoligowym zespole Angers SCO, dla którego rozegrał 20 spotkań. Potem wrócił do Bordeaux, którego barwy reprezentował do końca sezonu 2013/2014.
W połowie 2014 roku odszedł do greckiego FC Platanias. Swój pierwszy mecz w Superleague Ellada rozegrał 15 września 2014 przeciwko PAE Ergotelis (3:0). Graczem Platanias był do listopada 2016. Następny kontrakt podpisał w lutym 2019, z andorskim zespołem UE Sant Julià. W sezonie 2018/2019 zdobył z nim mistrzostwo Andory, po czym odszedł z klubu.

## Statystyki
Stan na 1 stycznia 2020
| Rozgrywki          | Poziom | Kraj    | Mecze | Bramki |
| ------------------ | ------ | ------- | ----- | ------ |
| Ligue 1            | I      | Francja | 6     | 0      |
| Ligue 2            | II     | Francja | 20    | 0      |
| CFA                | IV     | Francja | 88    | 0      |
| CFA 2              | V      | Francja | 6     | 0      |
| Superleague Ellada | I      | Grecja  | 36    | 0      |
| Primera Divisió    | I      | Andora  | 4     | 0      |
| Liga Europy        | –      | –       | 4     | 0      |

## Kariera reprezentacyjna
W 2013 roku Olimpa został powołany do reprezentacji Martyniki na Złoty Puchar CONCACAF. Zagrał na nich w meczach z Kanadą (1:0), Panamą (0:1) i Meksykiem (1:3), a Martynika odpadła z turnieju po fazie grupowej.
W 2017 roku po raz drugi wziął udział w Złotym Pucharze CONCACAF. Wystąpił na nim w spotkaniach z Nikaraguą (2:0), Stanami Zjednoczonymi (2:3) i Panamą (0:3), a Martynika ponownie zakończyła turniej na fazie grupowej.